# Sadik Šehić
Sadik Šehić (Bosanska Krupa, 9 april 1936 - Gradačac, 24 januari 2009) was een Bosnisch schrijver en journalist. Šehić studeerde economie in Belgrado. Zijn eerste werken werden in 1954 gepubliceerd in het tijdschrift Razvitak (“Ontwikkeling”). Vanaf 1956 werd hij correspondent voor “Politika” in Belgrado. In 1965 publiceerde hij het verhaal "Boys" in het Esperanto-tijdschrift La Infanoj Tutamodo ("Kinderen van over de Hele Wereld"). 
Gedurende vijf decennia was Šehić alom aanwezig in de Joegoslavische journalistiek en schreef hij artikels allerhande in tijdschriften en dagbladen. Hij schreef daarnaast ook poëzie en literaire schetsen over de geschiedenis en de legenden van Bosnië en Herzegovina . Verder was hij de initiatiefnemer en hoofdredacteur van het tijdschrift Riječ mladih ("Woord van de Jeugd") in Prijedor.

## Werken (selectie)
- 1991: De draak van Bosnië, Husein-kapetan Gradaščević (Zmaj od Bosne, Husein-kapetan Gradaščević)
- 1994: De draak van Bosnië, Husein-kapetan Gradaščević tussen legende en geschiedenis (Zmaj od Bosne, Husein-kapetan Gradaščević između legende i povijesti)
- 1998: Sumbuls relazen over Mula Vrcanija (Sumbuluški zapisi Mula Vrcanije)
- 1999: 112 jaar rechtbank van Gradačac, 1887-1999 (112 godina gradačačkog suda, 1887-1999)
- 1999: De goedheid van het bestaan, monografie bij gelegenheid van de twintigste verjaardag van "Kikićs ontmoetingen" 1973-1998 (Dobrota bivanja, monografija u povodu 20-te obljetnice "Kikićevih susreta" 1973-1998)
- 2005: Romeinse dromen op een gevleugeld paard (Romski snovi o krilatom konju)